# Serieåret 1900

## Händelser

### Mars
- 11: Happy Hooligan av Frederick Burr Opper publiceras i USA för första gången i Hearsts tidning Sunday Pages.[1]

### Okänt datum
- Den svenska tecknaren Jenny Nyströms När Kattmamma ville lära sina ungar att fånga råttor publiceras som engångsserie i Julklappen, julversionen av Folkskolans Barntidning (sedermera Kamratposten).
- Foxy Grandpa dyker upp, av pseudonymen "Bunny", alias Charles Schultze och enligt Hegerfors och Nehlmark också Rudolph Dirks och Frederick Burr Opper.[2]

## Födda
- 22 januari - René Pellos, fransk serietecknare (död 1998)
- 6 februari - Ted Osborne, amerikansk seriemanusskrivare (bl.a. för Musse Pigg och Silly Symphonies) och animatör (död 1968)
- 10 maj - V. T. Hamlin, amerikansk serieskapare (död 1993), känd för stripserien Alley Oop
- 20 juli - Einar Norelius (död 1985), svensk illustratör och sagoförfattare, som tecknade Pelle Svanslös i en första serieversion, och den egna serien "Jumbo i djungeln" i Tuff och Tuss.
- 16 september - Max Trell, amerikansk serieskapare och författare, skrev under pseudonymen Robert Storm Agent X9 på 1930- och 1940-talet.
- 24 september - Ham Fisher, amerikansk serieskapare (död 1955), känd för boxningsserien Joe Palooka.
- 8 oktober - Helge Forsslund (död 1964) svensk serieskapare.
- 20 november - Chester Gould, amerikansk serietecknare (död 1985), Dick Tracys skapare.
- 23 december - Otto Soglow, amerikansk serietecknare (död 1975) känd för pantomimserien The Little King.
- Lou Ferstadt, (död 1954[3]) amerikansk serieskapare och redaktör, född i Ukraina.
- John Compton, amerikansk redaktör, art director och manusförfattare.
- Ed Hamilton, amerikansk serieskapare och textare.
- Alex Hillman, amerikansk förläggare.
- Hal Rasmusson, amerikansk serieskapare.